# جبهه غربی (جنگ جهانی دوم)
جبهه غربی یک جبههٔ وسیع در اروپا طی جنگ جهانی دوم بود که دانمارک، نروژ، لوکزامبورگ، بلژیک، هلند، بریتانیا، فرانسه، ایتالیا و آلمان را در بر می‌گرفت. جبهه غربی در دو فاز عملیات جنگی در مقیاس بزرگ مشخص شده بود. فاز نخست شامل تسلیم هلند، بلژیک و فرانسه در مه و ژوئن ۱۹۴۰ پس از شکست کشورهای سفلی و نیمه شمالی فرانسه و ادامه جنگ هوایی آلمان و بریتانیا و اوج گرفتن جدال طرف‌ها در نبرد بریتانیا. فاز دوم شامل یک مبارزه زمینی در مقیاس بزرگ که در ژوئن ۱۹۴۴ با پیاده‌سازی در نرماندی آغاز شد و ادامه جنگ تا روز پیروزی در اروپا در مه ۱۹۴۵.

## از ۱۹۳۹ تا ۱۹۴۰: پیروزی نیروهای محور

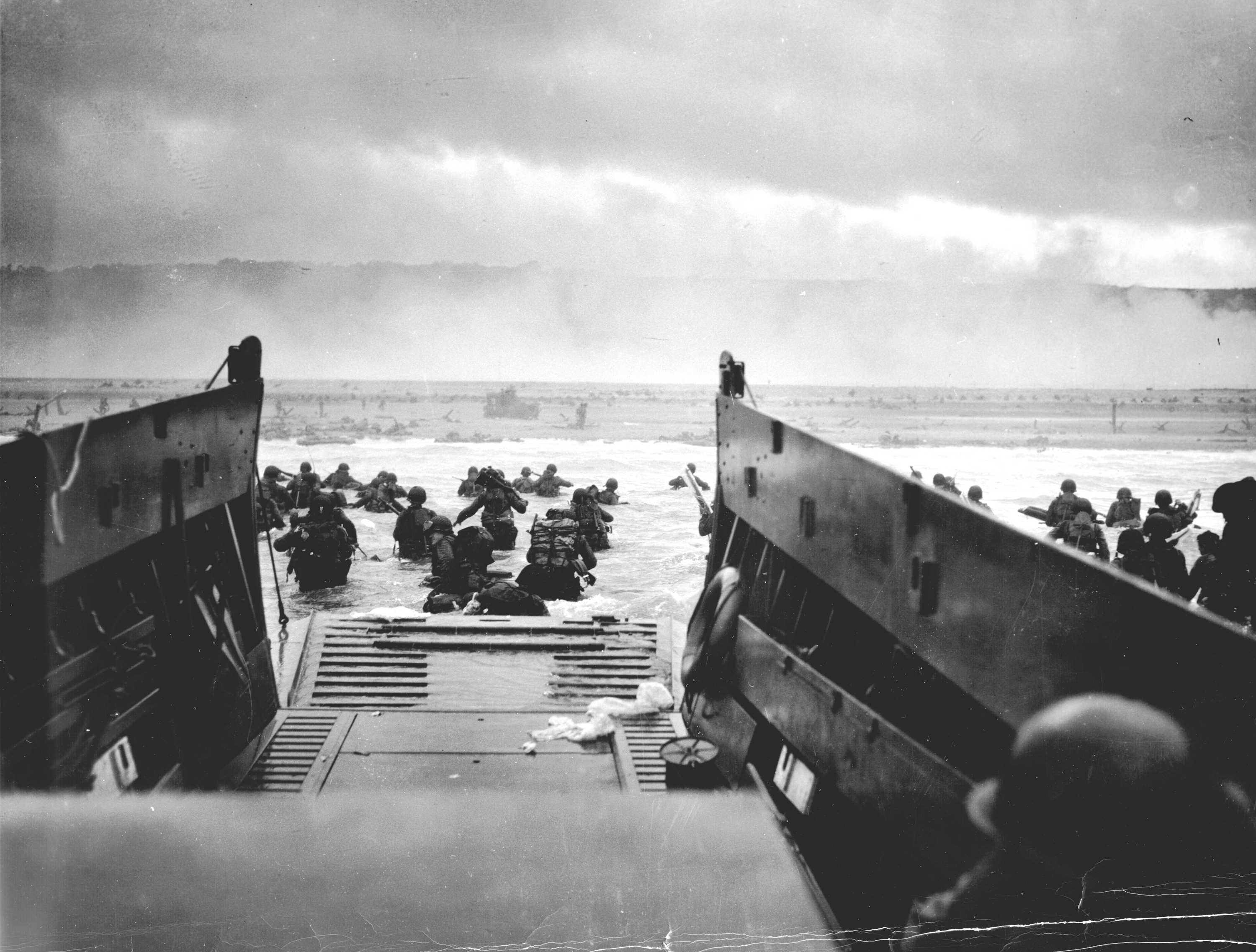
یک LCVP (پهلوگیری شناور، ادوات نظامی و پرسنل) از ناو U.S. ساموئل چیس با سرنشینان گارد ساحلی ایالات متحده، نیروهای لشکر نخست ارتش ایالات متحده را در صبح ۶ ژوئن ۱۹۴۴ (روز دی) در بندر اوماها پیاده می‌کند.

### جنگ تصنعی
جنگ تصنعی دوره‌ای هشت‌ماهه در آغاز جنگ جهانی دوم بود که طی آن هیچ عملیات زمینی مهمی رخ نداد. این دوره در ۳ سپتامبر ۱۹۳۹ با اعلان جنگ بریتانیا و فرانسه به آلمان در پی تهاجم لهستان آغاز شد و تا نبرد فرانسه در ۱۰ مه ۱۹۴۰ ادامه داشت.

### اسکاندیناوی
جنگ بین متفقین و آلمان به‌طور جدی با نبرد نروژ آغاز شد زمانی که آلمان با عملیات وزروبونگ، دانمارک و نروژ را تصرف کرد.

### نبرد لوکزامبورگ، هلند، بلژیک و فرانسه
ماه مه ۱۹۴۰ آلمان نبرد فرانسه را راه انداخت که به زودی تحت یک هجوم که به بلیتس‌کریگ معروف شد سقوط کرد. بیشتر نیروهای فرانسوی و انگلیسی در نبرد دانکرک فرار کردند. با پایان جنگ، آلمان‌ها شروع به پیدا کردن راه حل این سؤال که چگونه با بریتانیا مقابله کنند پرداختند. اگر بریتانیا صلح را رد می‌کرد فقط یک گزینه می‌ماند و آن هم عملیات شیر دریایی. با این حال کریگسمارینه زیان سنگینی در نروژ متحمل شده بودند و به این خاطر به عملیات آبی خاکی روی آورده بودند. لوفت‌وافه به نخستین برتری هوایی دست یافته بود.

## از ۱۹۴۱ تا ۱۹۴۴: فاصله
با شکست لوفت‌وافه در نبرد بریتانیا حمله به بریتانیا دیگر نمی‌توانست به عنوان یک گزینه در نظر گرفته شود. در حالی که بیشتر نیروهای آلمانی برای عملیات بارباروسا آماده می‌شدند ساخت دیوار آتلانتیک به عنوان بارو در امتداد ساحل فرانسوی کانال مانش آغاز گشت. به مدت تقریبی دو سال هیچ نبرد زمینی در جبهه غربی به جز جنگ چریکی برای مقاومت توسط مجری عملیات‌های ویژه رخ نداد. در عین حال متفقین برای جنگ با آلمان به بمباران راهبردی در جریان جنگ جهانی دوم در روز توسط نیروی هشتم هوایی آمریکا و در شب توسط فرماندهی بمب‌افکن نیروی هوایی سلطنتی روی آوردند.

## از ۱۹۴۴ تا ۱۹۴۵: جبهه دوم

### نرماندی
نیروهای متفقین در ۶ ژوئن ۱۹۴۴ در کرانه نرماندی پیاده شدند و به آزادسازی فرانسه از سلطه نیروهای آلمان پرداختند. حدود ۲۰۰٬۰۰۰ آلمانی محاصره شدند با این حال هیتلر اجازه خروج استراتژیک به نیروهای خود را نداد تا زمانی که خیلی دیر شده بود. حدود ۱۵۰٬۰۰۰ آلمانی توانستند فرار کنند ولی ۵۰٬۰۰۰ آلمانی کشته یا اسیر گشتند. متفقین با اجرای عملیات دراگون موفق به آزادسازی فرانسه شدند.

## نگارخانه

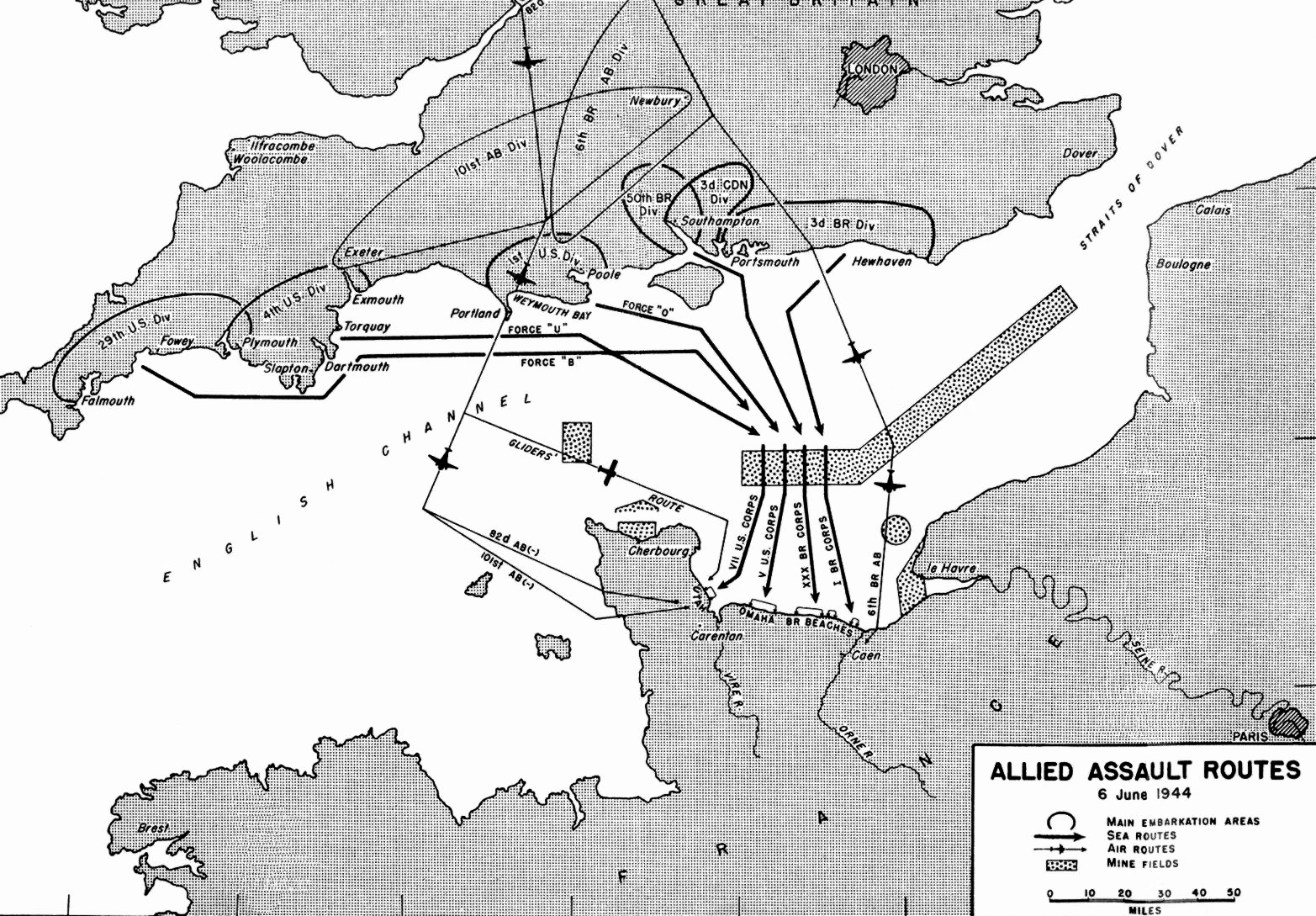
پیاده شدن در نرماندی
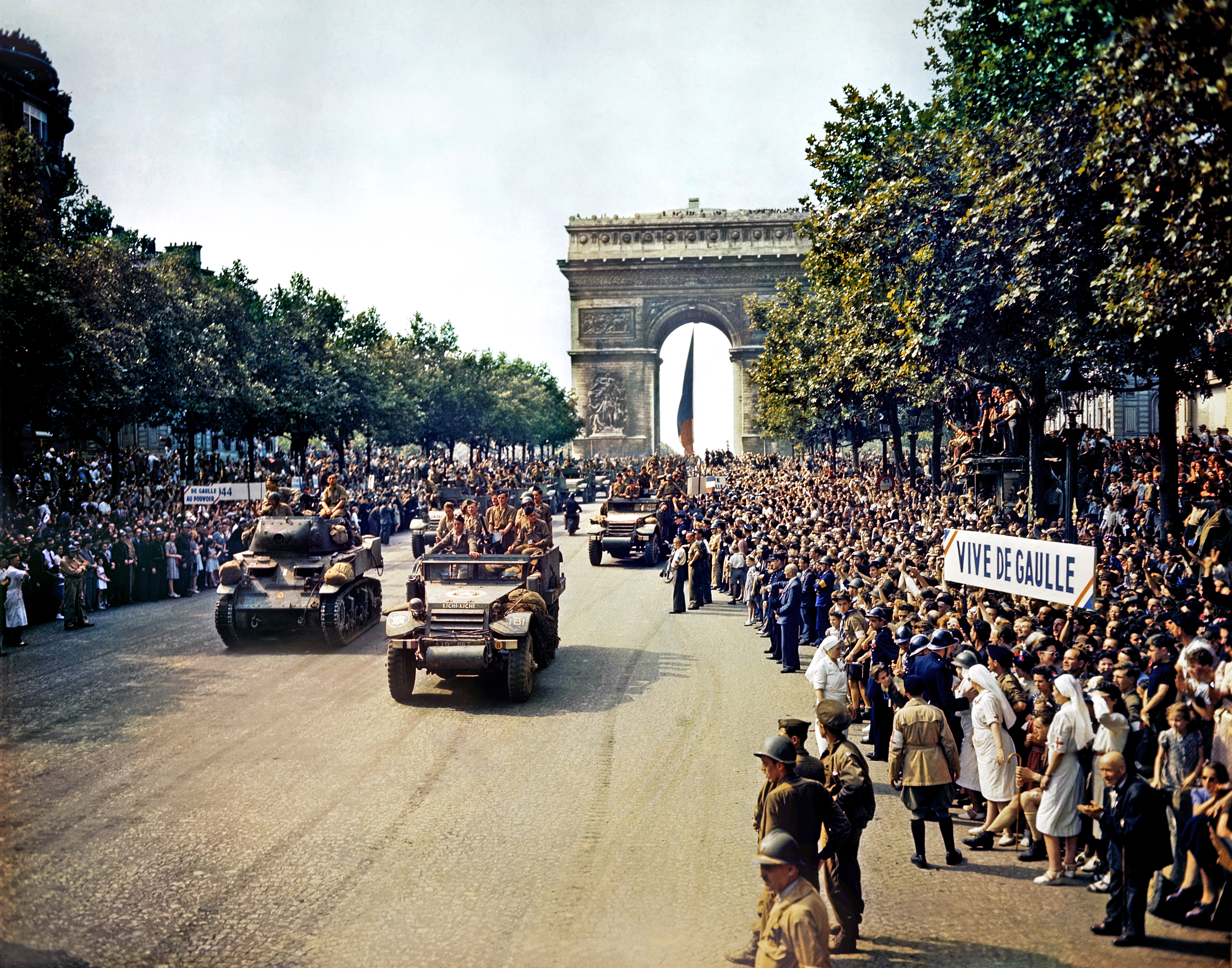
مردم فرانسه در شانزلیزه در پی آزادسازی پاریس
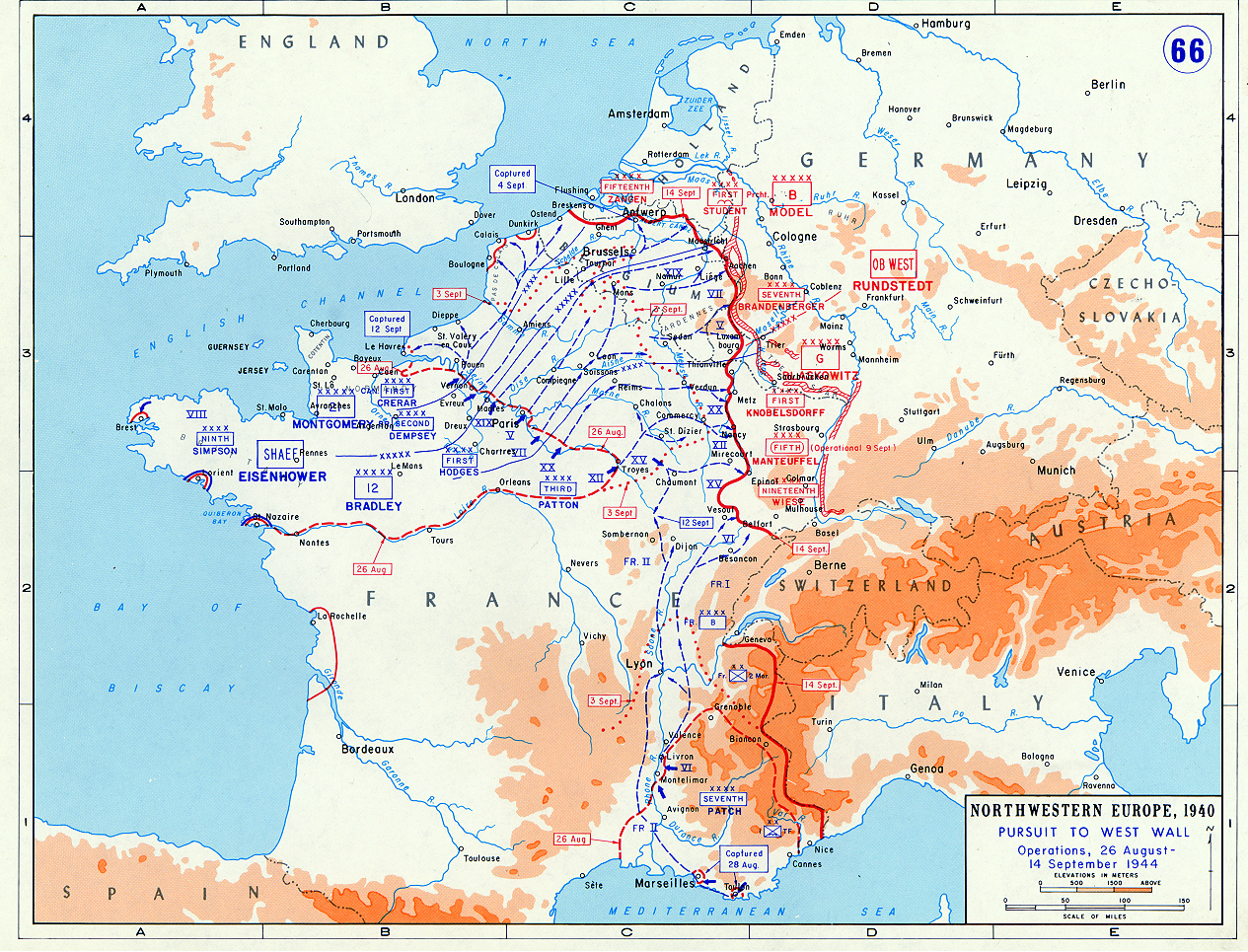
جبهه غربی در ۱۹۴۴
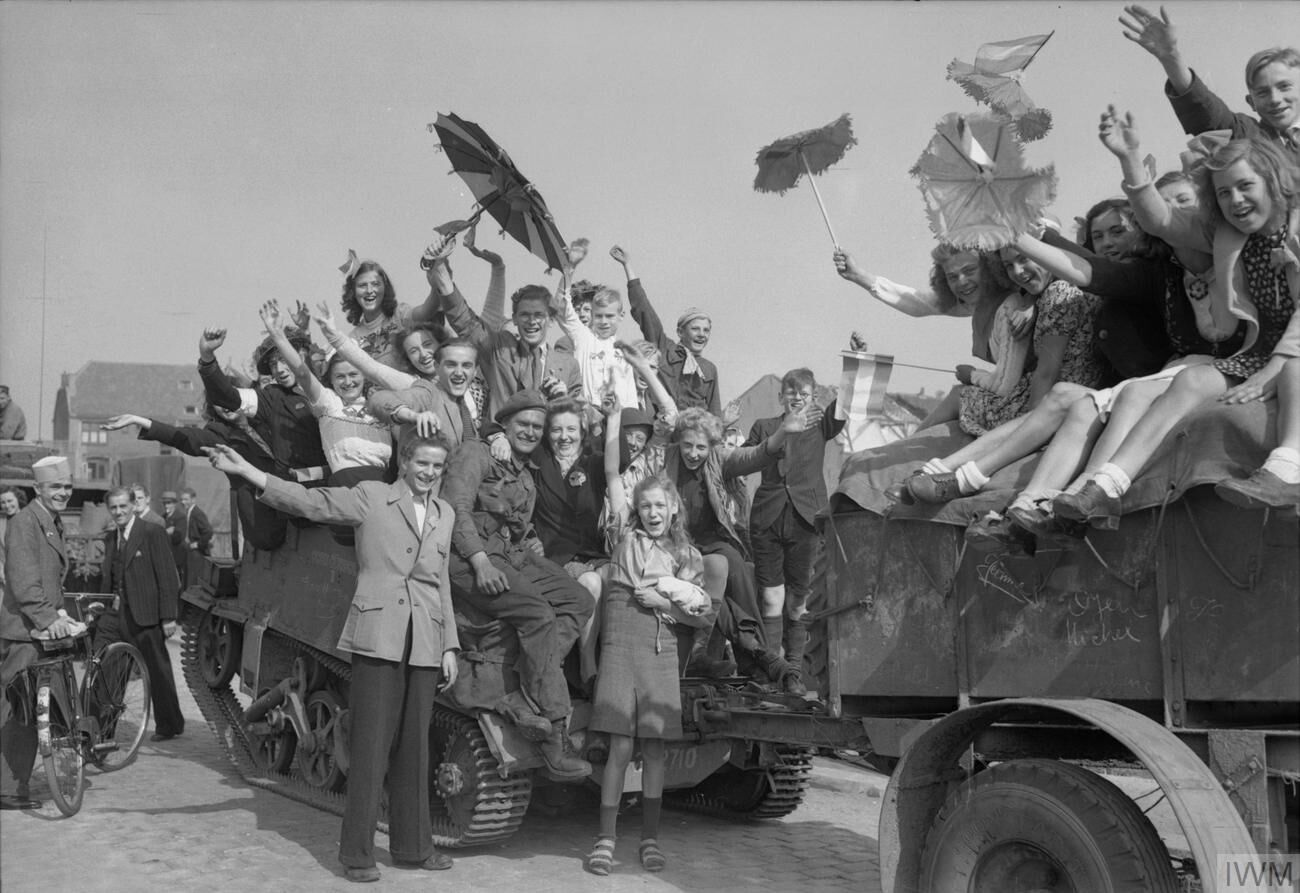
جشن مردم هلندی برای آزادسازی آیندهوون
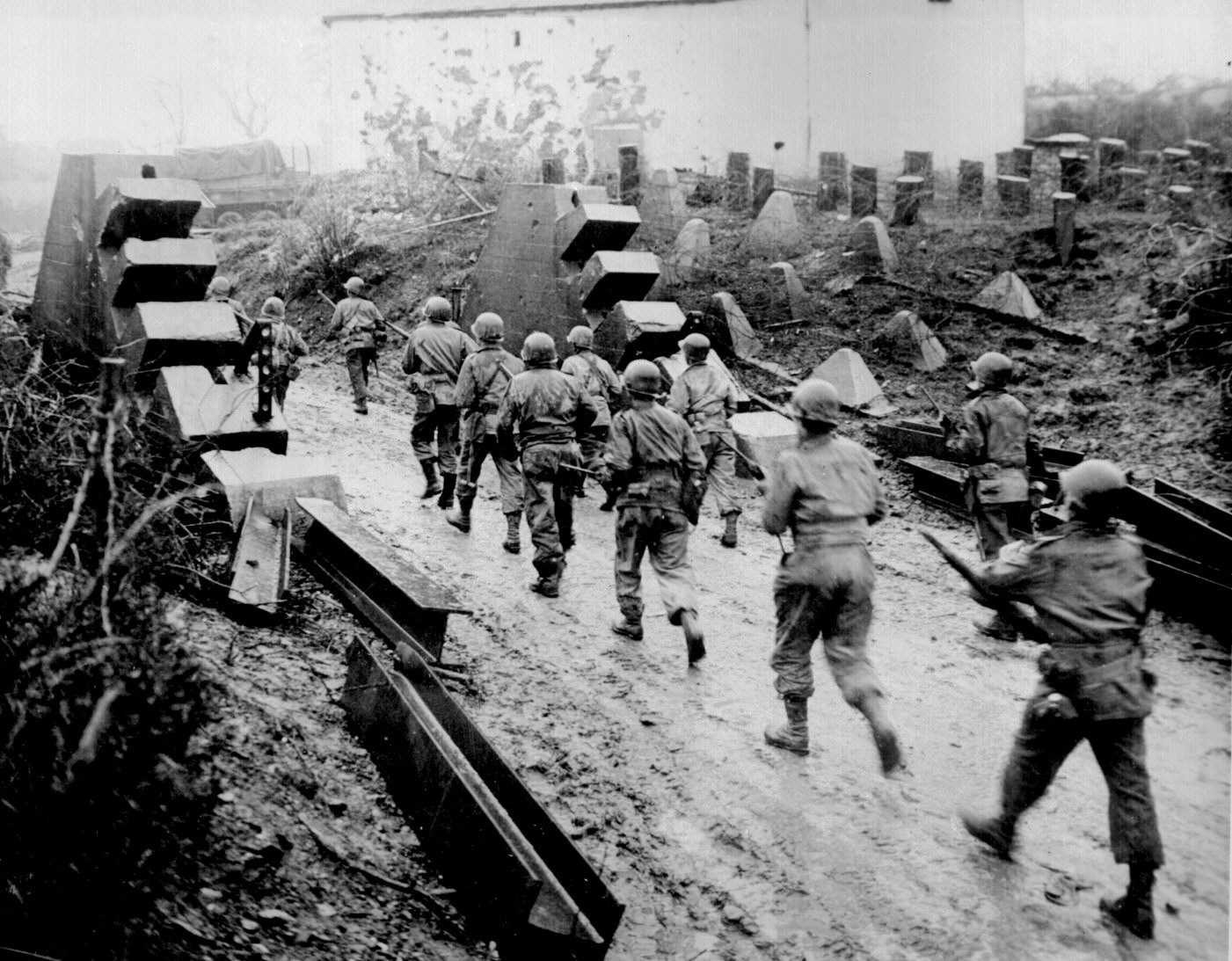
نیروهای آمریکایی در حال عبور از خط زیگفرید به آلمان
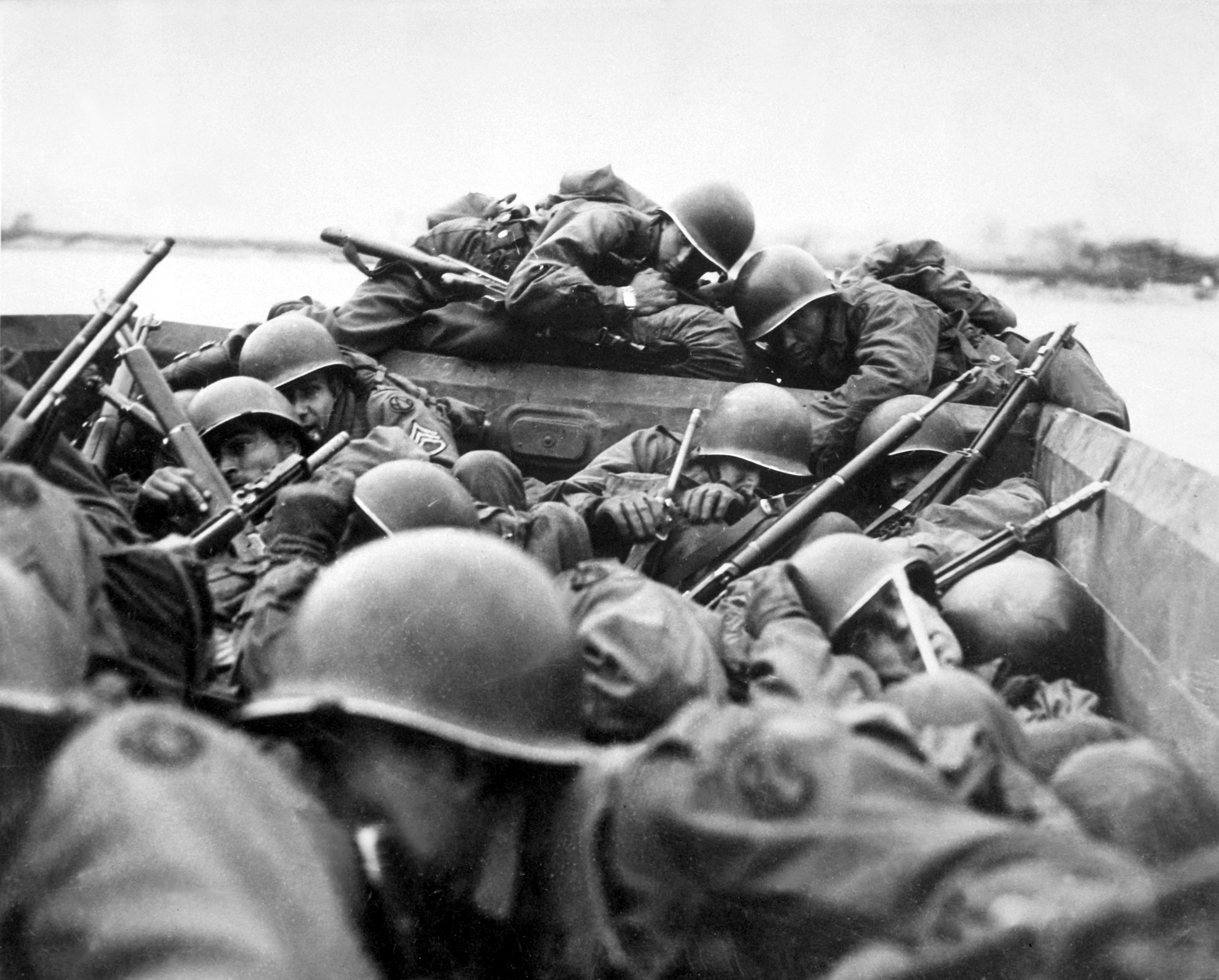
نیروی زمینی ایالات متحده آمریکا در راین (رود)
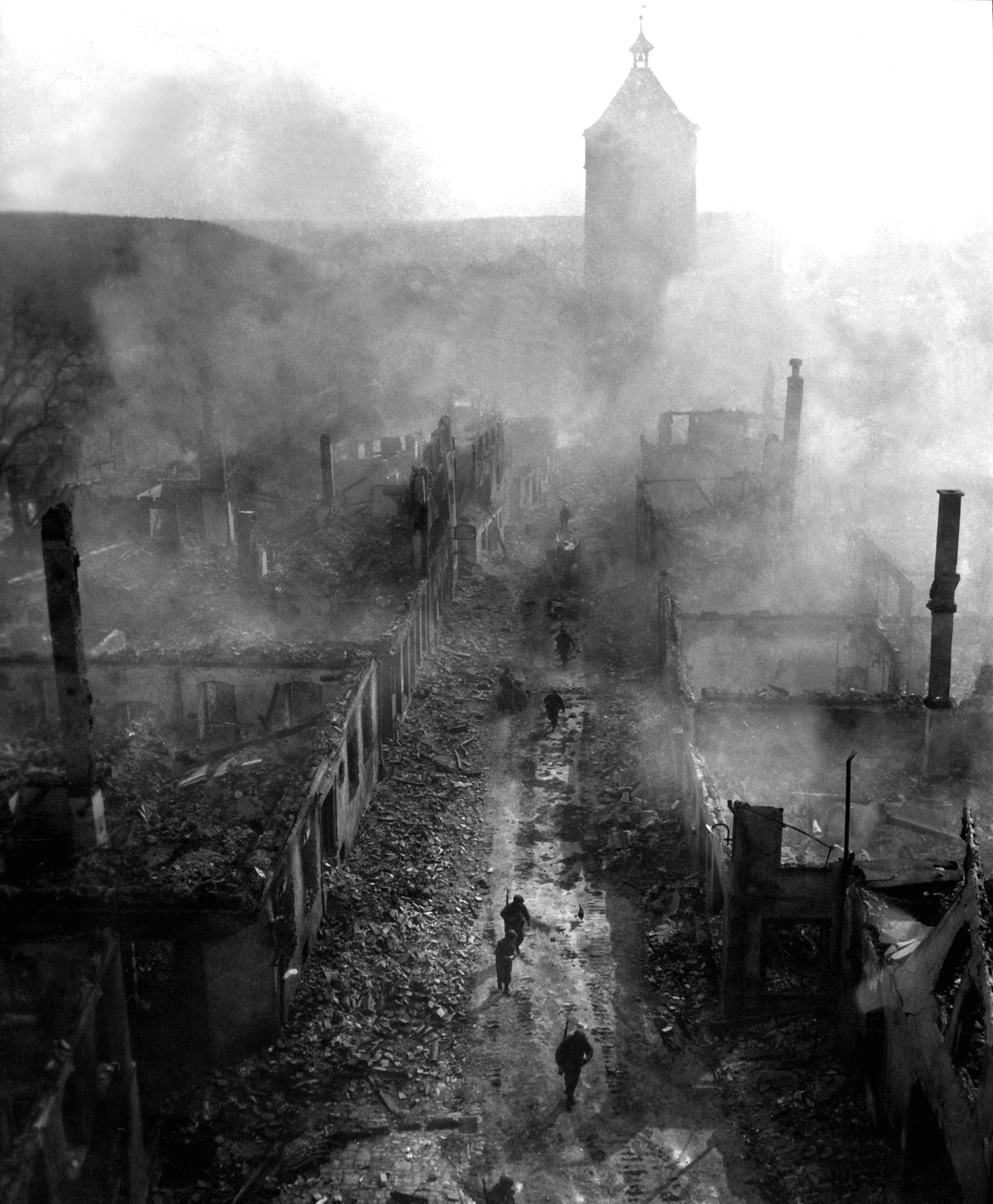
نیروهای آمریکایی در والدنبورگ، بادن-وورتمبرگ
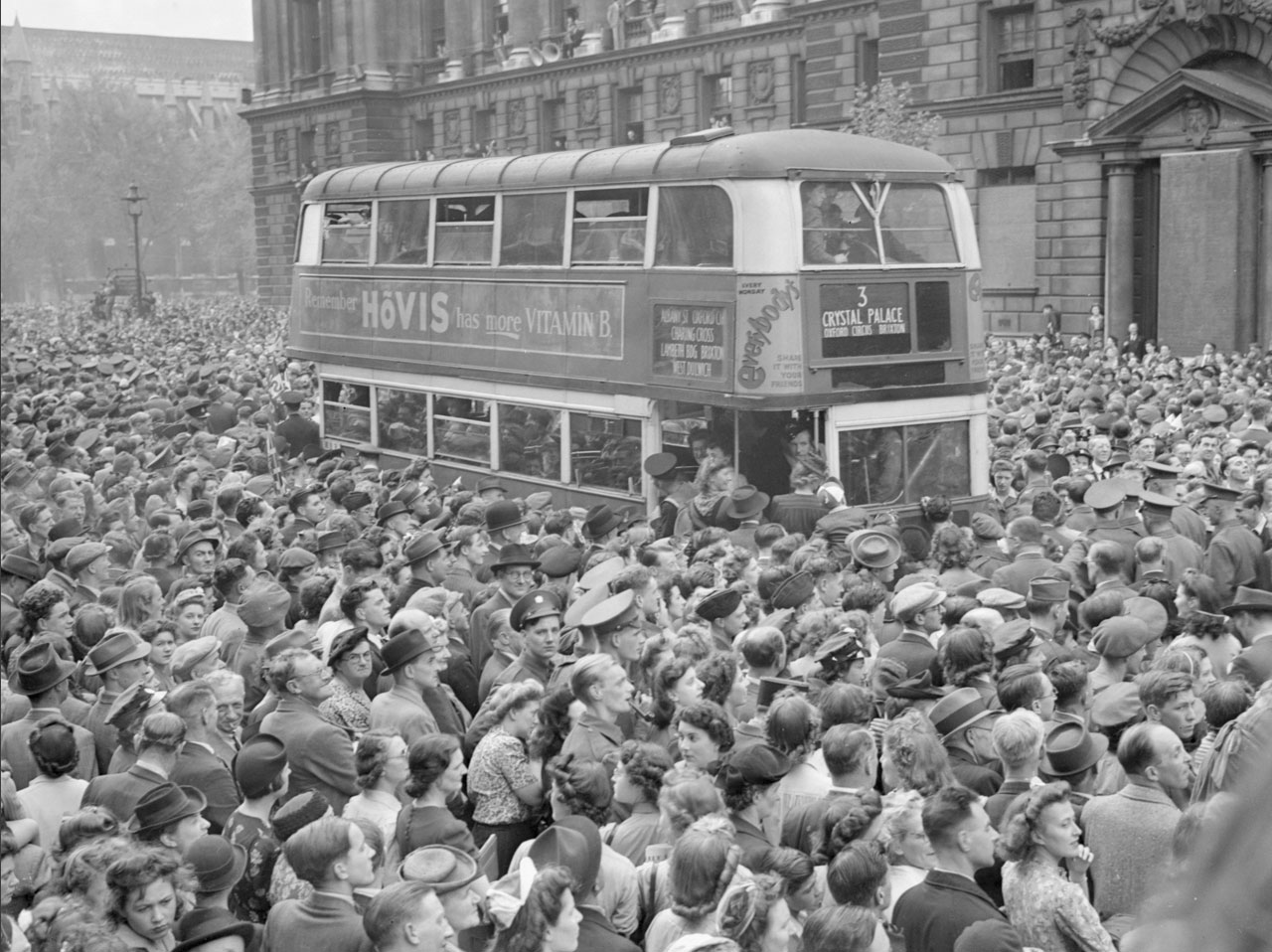
مردم در ویتهال در حال شنیدن سخنرانی چرچیل و اعلام روز پیروزی در اروپا